# Metalycomedes perditus
Metalycomedes perditus is een hooiwagen uit de familie Gonyleptidae.